# Ashley Harkleroad
Ashley Harkleroad (Rossville, 2 mei 1985) is een tennisspeelster uit de Verenigde Staten van Amerika. Harkleroad begon met tennis toen zij vier jaar oud was. Haar favoriete ondergrond is hardcourt. Zij speelt rechtshandig en heeft een tweehandige backhand. Zij was actief in het proftennis van 2000 tot en met 2010.

## Loopbaan
Harkleroad werd prof op 12 juni 2000 en won acht toernooien op ITF-niveau. Haar hoogste klassering op de WTA wereldranglijst is de 39e plek, die zij bereikte op 9 juni 2003. Zij bereikte op zowel Roland Garros als het Australian Open de derde ronde, respectievelijk in 2003 en 2007. Op de WTA-tour kwam zij eenmaal tot de finale, in Auckland in 2004 – zij verloor die finale van de Griekse Eléni Daniilídou.
In het dubbelspel speelde Harkleroad vier finales op de WTA-tour, maar won geen titel. Met de Russin Galina Voskobojeva bereikte zij de kwartfinale op zowel het Australian Open (2007) als Roland Garros (2008). Op het ITF-circuit won zij vijf toernooien. In 2008 maakte Harkleroad deel uit van het Amerikaanse Fed Cup-team – tijdens de ontmoeting met de Duitse dames tijdens de eerste ronde van de Wereldgroep won zij haar beide (enkelspel)partijen.
In het gemengd dubbelspel bereikte zij de kwartfinale van het US Open 2007, samen met landgenoot Justin Gimelstob. Zij versloegen onder meer het tweede reekshoofd Alicia Molik en Mike Bryan.

## Privé
In december 2004 trouwde Harkleroad met tennisser Alex Bogomolov jr., maar zij is in oktober 2006 weer van hem gescheiden. In augustus 2008 poseerde zij voor het blad Playboy Magazine. Op 29 augustus 2008 werd bekendgemaakt dat Harkleroad en haar coach annex verloofde, tennisser Chuck Adams, hun eerste kind verwachtten. Op 19 september 2009 traden zij in het huwelijk, in Inglewood (Californië). Zij hebben twee kinderen.

## Posities op deWTA-ranglijst
Positie per einde seizoen:
| jaar | rang enkelspel | rang dubbelspel |
| ---- | -------------- | --------------- |
| 2000 | 648            | 687             |
| 2001 | 265            | 334             |
| 2002 | 115            | 134             |
| 2003 | 51             | 86              |
| 2004 | 124            | 427             |
| 2005 | 117            | 121             |
| 2006 | 86             | 55              |
| 2007 | 76             | 95              |
| 2008 | 121            | 116             |
|      |                |                 |
| 2010 | 1014           | –               |

## Palmares
| Legenda                |
| ---------------------- |
| Grandslamtoernooi      |
| Olympische Spelen      |
| Year-End Championships |
| Tier I                 |
| Tier II                |
| Tier III               |
| Tier IV & V            |

### WTA-finaleplaatsen enkelspel
| nr.              | finale     | toernooi     | ondergrond | tegenstandster   | score    |         |
| ---------------- | ---------- | ------------ | ---------- | ---------------- | -------- | ------- |
| gewonnen finales |            |              |            |                  |          |         |
| geen             |            |              |            |                  |          |         |
| verloren finales |            |              |            |                  |          |         |
| 1.               | 2004-01-10 | WTA Auckland | hardcourt  | Eléni Daniilídou | 3-6, 2-6 | details |

### WTA-finaleplaatsen vrouwendubbelspel
| nr.              | finale     | toernooi          | ondergrond | partner         | tegenstandsters                     | score         |         |
| ---------------- | ---------- | ----------------- | ---------- | --------------- | ----------------------------------- | ------------- | ------- |
| gewonnen finales |            |                   |            |                 |                                     |               |         |
| geen             |            |                   |            |                 |                                     |               |         |
| verloren finales |            |                   |            |                 |                                     |               |         |
| 1.               | 2003-10-05 | WTA Japan (Tokio) | hardcourt  | Ansley Cargill  | Maria Sjarapova Tamarine Tanasugarn | 6-7, 0-6      | details |
| 2.               | 2005-11-06 | WTA Québec        | tapijt (i) | Līga Dekmeijere | Anastasia Rodionova Jelena Vesnina  | 7-6, 4-6, 2-6 | details |
| 3.               | 2006-05-14 | WTA Praag         | gravel     | Bethanie Mattek | Marion Bartoli Shahar Peer          | 4-6, 4-6      | details |
| 4.               | 2006-05-21 | WTA Rabat         | gravel     | Bethanie Mattek | Yan Zi Zheng Jie                    | 1-6, 3-6      | details |

## Resultaten grandslamtoernooien
| Legenda | Legenda                          |
| ------- | -------------------------------- |
| g.t.    | geen toernooi gehouden           |
| l.c.    | lagere categorie                 |
| –       | niet deelgenomen                 |
| G       | uitgeschakeld in de groepsfase   |
| 1R      | uitgeschakeld in de eerste ronde |
| 2R      | uitgeschakeld in de tweede ronde |
| 3R      | uitgeschakeld in de derde ronde  |
| 4R      | uitgeschakeld in de vierde ronde |
| KF      | uitgeschakeld in de kwartfinale  |
| HF      | uitgeschakeld in de halve finale |
| F       | de finale verloren               |
| W       | het toernooi gewonnen            |
| w-v     | winst/verlies-balans             |

### Enkelspel
| toernooi        | 2001 | 2002 | 2003 | 2004 | 2005 | 2006 | 2007 | 2008 |
| --------------- | ---- | ---- | ---- | ---- | ---- | ---- | ---- | ---- |
| Australian Open | –    | –    | –    | 1R   | –    | 2R   | 3R   | 1R   |
| Roland Garros   | –    | –    | 3R   | 2R   | –    | 2R   | 2R   | 1R   |
| Wimbledon       | –    | –    | 1R   | 1R   | 1R   | 2R   | 1R   | 1R   |
| US Open         | 1R   | 1R   | 2R   | –    | 1R   | 1R   | 1R   | –    |

### Vrouwendubbelspel
| toernooi        | 2001 | 2002 | 2003 | 2004 | 2005 | 2006 | 2007 | 2008 |
| --------------- | ---- | ---- | ---- | ---- | ---- | ---- | ---- | ---- |
| Australian Open | –    | –    | 1R   | 1R   | –    | –    | KF   | 1R   |
| Roland Garros   | –    | –    | 1R   | –    | –    | 1R   | 1R   | KF   |
| Wimbledon       | –    | –    | 1R   | –    | –    | 3R   | 1R   | 1R   |
| US Open         | 1R   | 3R   | 1R   | –    | 1R   | 3R   | 2R   | –    |

### Gemengd dubbelspel
| Australian Open | –  | –  | –  |
| Roland Garros   | –  | –  | –  |
| Wimbledon       | –  | 1R | –  |
| US Open         | 1R | 1R | KF |